# 黄禹錫

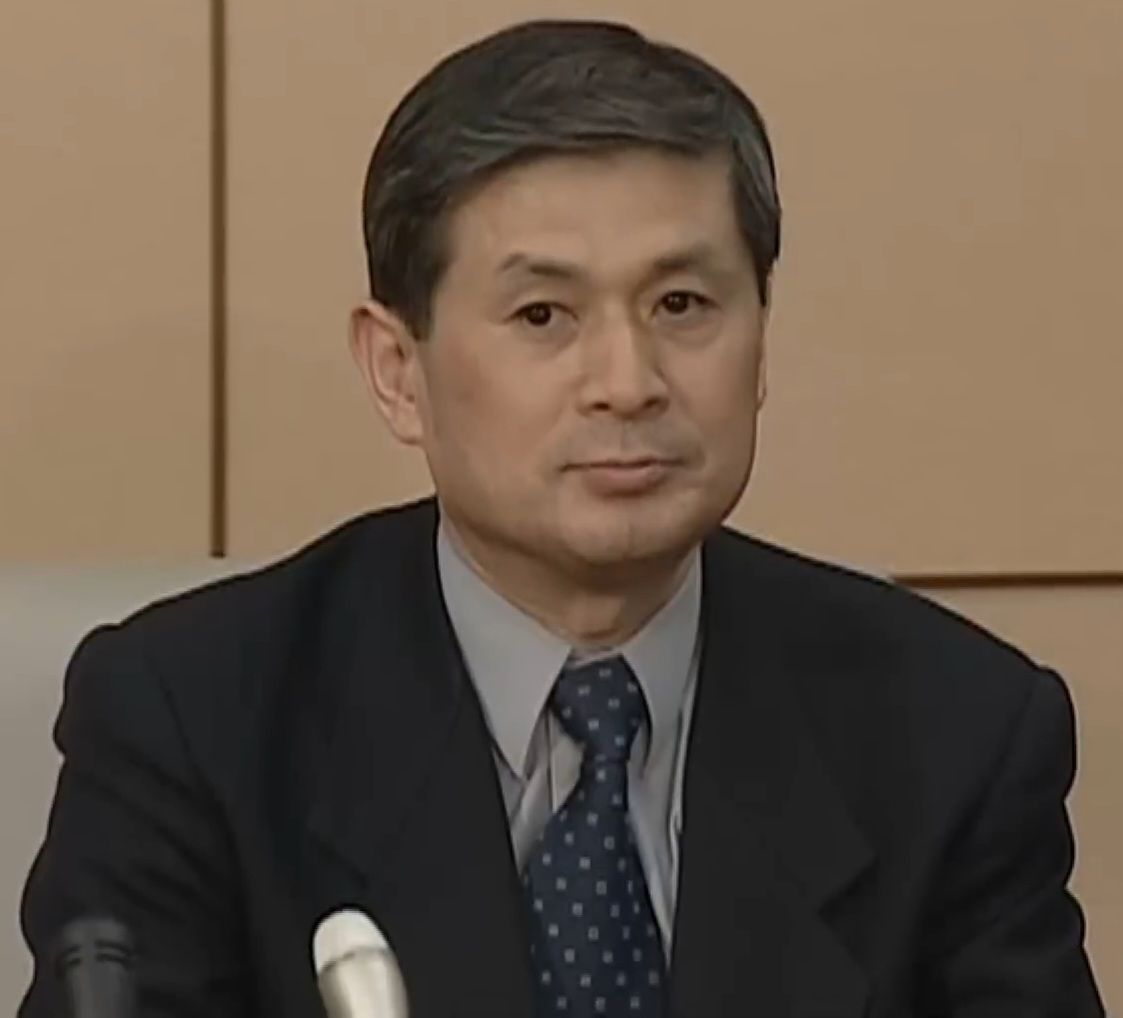
黄禹錫

黄禹錫（ファン・ウソク、황우석、1952年1月29日 - ）は、韓国の生物学者、獣医師。元ソウル大学校教授。
クローン研究の第一人者として、自然科学分野における韓国初のノーベル賞候補と期待されたが、国際的な胚性幹細胞（ES細胞）研究に深刻な影響を及ぼしたES細胞論文不正事件により学界から追放される。その後、倫理的な批判を浴びながらも世界の富裕層のペットのクローンなどを手掛けるクローン作製の第一人者として成功。そのドキュメンタリー『キング・オブ・クローン』が2023年、Netflixで公開された。
2020年代前半においては、アラブ首長国連邦（UAE）を拠点としている。

## 人物
2004年および2005年に『ネイチャー』（Nature）誌に載った2本の論文から、ヒトクローンの世界的な研究者とされ、ヒトのES細胞の研究を世界に先駆け成功させたと報じられた。2005年に世界で初めて犬のクローン「スナッピー」を誕生させた。ノーベル賞受賞に対する韓国政府や韓国国民の期待を一身に集め、「韓国の誇り」　(pride of Korea) と称されたこともあった。
しかし、同年末に発覚したES細胞に関する不正事件（論文の捏造や研究費等の横領、卵子提供における倫理問題）により、学者としての信用は地に墜ちた。この影響により、正攻法でES細胞を作り出そうとしていた民間企業が研究継続の断念に至るなど、山中伸弥がiPS細胞の生成に成功するまでの間、ES細胞や再生医療分野の研究の世界的な停滞を引き起こした元凶とされる。科学における不正行為をテーマとした書籍でたびたび言及される人物でもある。
検証の結果、不正が認められ、韓国の社会・学界や国際的な表舞台から追放された。一方、犬のクローンに関しては事実と認められたほか、黄禹錫が作製に成功したと主張していたES細胞のうち、NT-1細胞に関してだけは唯一実在が認められた。ただしクローンによるES細胞ではなく単為発生によるES細胞と結論付けられた。つまり、2004年にES細胞の作製と世界初となるヒトの単為生殖に成功していたことになるが、論文が不正であり、論文に記された作成に至る経過とは関係なく偶然できた物と検証されたため世界初とはみなされない。また、他のES細胞はそもそも存在しておらず、一つ以外すべて捏造と結論付けられた。2014年に研究費流用や生命倫理法違反などの罪で、懲役1年6カ月、執行猶予2年の刑が確定した。ソウル大学校獣医科大学教授だったが、懲戒免職となった。
不正事件によって表舞台や学会から追放された後も韓国では熱烈な支持者がおり、2006年にはスアム生命工学研究院を設立。元々の専門分野である牛や犬などの動物のクローンの研究者として研究を続けている。論文不正事件の後は、世界中の愛犬家から依頼を受けて愛犬のクローンを製造するクローン犬ビジネスの第一人者となった。内外の公的機関からも軍用犬や警察犬などのクローン製造の依頼を受け、優秀な麻薬探知犬のクローン「Toppy」やコヨーテのクローンなどの業績を上げている。
2010年代に入り、NT-1細胞の特許がカナダやニュージーランドなど各国で認められたほか、2014年2月にはアメリカ合衆国で認可された。しかし、ヒトの研究者としては黄禹錫は韓国の学界からは同年時点でも追放されたままであり、当局より幹細胞研究の認可が下りない状態である。また、ソウル大学調査委員会、韓国幹細胞学会などはNT-1細胞を「黄禹錫の意図した製法ではなく偶然出来たもの」として認めておらず、特許の登録を巡って裁判で係争中である。
2013年5月にはナショナルジオグラフィックチャンネルにて、ロシアでのマンモス復元プロジェクトの特集、2014年1月にはかつて論文不正の舞台となった『ネイチャー』誌でもクローン研究者として改めて特集が組まれるなど、国際的な復権の兆しが出てきた。2013年にはイギリスで愛犬のクローンを賞品とするコンテストを行い、またしても倫理的な議論を呼んだがキャンペーン自体は成功し、2014年4月にはイギリス初のクローン犬が誕生。2014年までに500人が秀岩生命工学研究所に愛犬のクローンの申し込みを行っているという。2015年には中国で世界最大のクローン工場の建設に協力していることが報じられた。
UAEでは、アブダビに所在するバイオテクノロジー研究センターに勤務し、王族のペットであるラクダのクローンなどを手掛けている。
不正事件で韓国の学界を追放された後、クローン犬ビジネスの第一人者として表舞台に再び現れた黄禹錫に対しても倫理的な批判が根強い。

## 生い立ちから事件以前
忠清南道扶余郡出身。幼い頃に父親と死別し、母子家庭の農家で小さな頃から牛の世話をする境遇の中、牛の世界的な研究家になるという夢を持った。貧しい中から親戚の援助や奨学金を得て大田高等学校、ソウル大学校獣医科大学へと進み、1977年に卒業。研究者になって以降は1日4時間しか寝ずに働いたという立志伝中の人物であった。1979年にソウル大学校で家畜臨床繁殖学修士号取得、1982年に同博士号を取得。1984年から1985年まで北海道大学獣医学部に客員研究員として留学し、金川弘司に師事した。1986年にソウル大学校専任講師、1987年に同助教授、1993年に獣医科大学副教授、1997年に同教授、ソウル大学校動物病院院長、1999年に同獣医科大学副学長、2004年に同碩座教授、2005年に同獣医科大学学長に就いた。
1993年には韓国初の牛の人工授精に成功、1999年に韓国初の牛のクローンを誕生させることに成功したと報じられ、ヒトを診療する医者に比べて韓国での社会的関心や評価の低い獣医学という分野ながら脚光を浴びた。2003年には牛海綿状脳症 (BSE) に耐性を持った牛、さらにヒトに臓器を提供できる無菌処理をした豚を誕生させたと報じられ、世界的な研究者として認識されるようになった。

## ES細胞論文不正事件

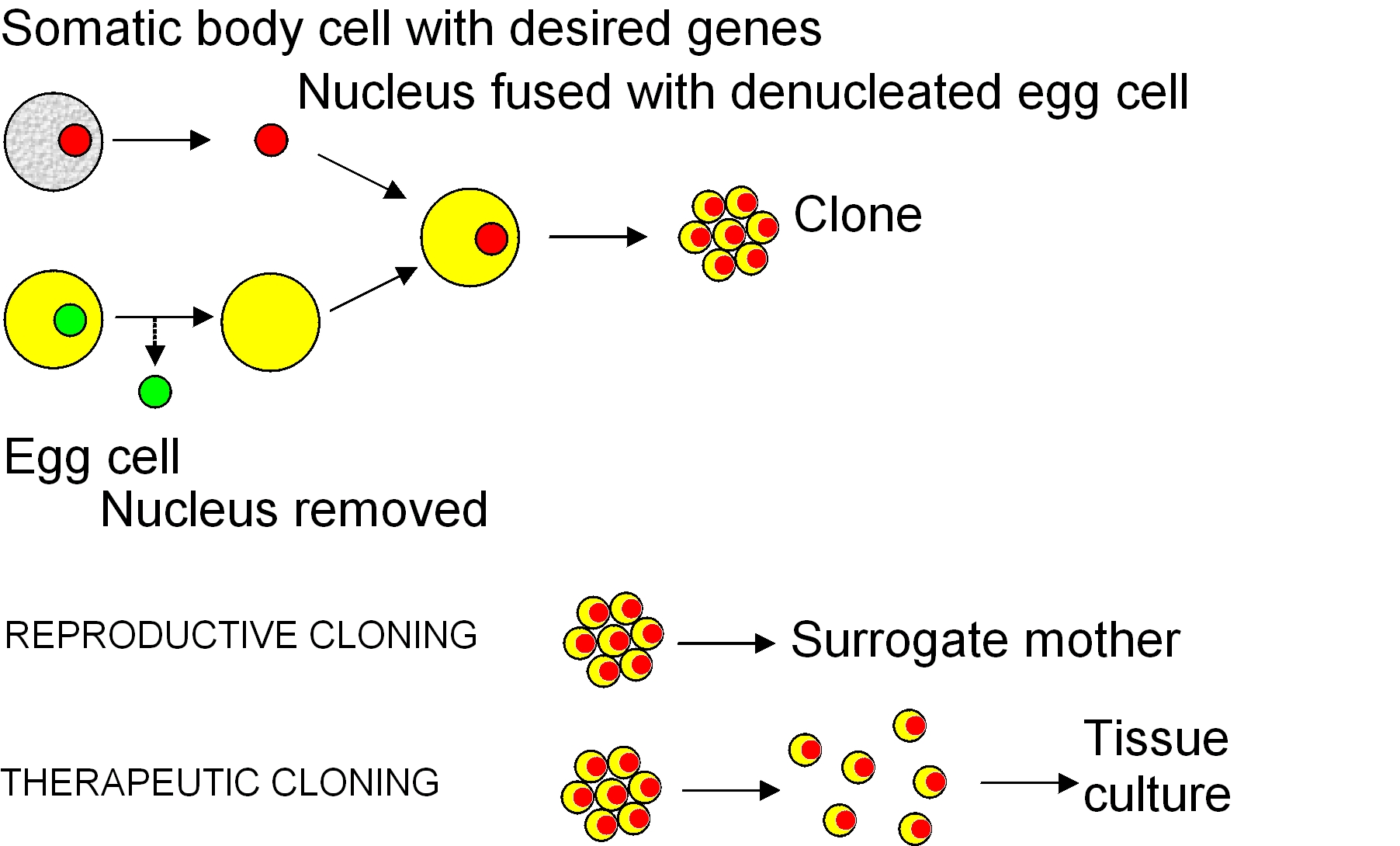
体細胞核の移植が生殖と治療目的のためにクローンを作り出すことが可能である。
図は略図の目的（実際に全細胞を移し変えられる目的）のためにドナーの細胞核を取り除くさまを描写している。

2004年2月に体細胞由来のヒトクローン胚から胚性幹細胞（ES細胞）を作製することに世界で初めて成功したと発表した（『サイエンス』誌2004年3月12日号・電子版同年2月12日付）。それまでヒツジ（ドリー）、ウシなどの哺乳類においては体細胞由来クローン技術はある程度確立されていた。しかし、ヒトはおろか、サルなどの霊長類においてすら体細胞由来クローンの成功例はなく、世界中の生物学界を驚愕させた。
2005年5月には、患者の皮膚組織から得た体細胞をクローニングして、そこから患者ごとにカスタマイズされたES細胞11個を作製したと発表（『サイエンス』誌2005年6月17日号・電子版5月19日付）。脊椎損傷や様々な病気を抱える世界中の患者に希望の光を与えた。この際に使用した卵子が184個に過ぎないという異常な効率の良さも脚光を浴び、技術の実用化への可能性が高まったとされた。
2005年11月前後を境に、韓国国内で人卵子売買、不法卵子での人工授精手術や代理母などのブローカーの存在が明らかになり出し、ブローカーや産婦人科病院などにも警察の捜査が入ることとなった。その中には、黄禹錫教授と共に長年幹細胞研究を行い2005年論文の共著者でもあった盧聖一（ノ・ソンイル）ミズメディ病院理事長も含まれていた。
2005年11月10日、2005年論文の共著者の一人であるアメリカ合衆国（米国）ピッツバーグ大学のジェラルド・シャッテン教授が、ソウル大学黄禹錫教授が卵子を「違法に入手している」とメディアに公表したのが発端となり、研究対象となる卵子を入手した方法が倫理基準に照らして問題があることが判明してスキャンダルとなった。2005年論文に添付された培養細胞の写真が2個を11個に水増しした虚偽のものであったことが問題となった（本人はコピーミスとしている）。
2005年12月15日、卵子提供で協力関係にあり、黄教授とともにES細胞の論文を発表した盧聖一・ミズメディ病院理事長が韓国文化放送（MBC）テレビのインタビューで「黄教授は論文の内容が虚偽だったことを認めた」事実を明らかにした。これにより「サイエンス」誌で発表された論文のES細胞に対する疑惑が高まり、その後の調査の過程で完全な捏造であることが確定し、サイエンスに発表されたES細胞に関する2つの論文（2004年2月・2005年5月）は、2006年1月に『サイエンス』編集部の判断で全て撤回 (Editorial Retraction) された。
当該論文の共同執筆者であったジェラルド・シャッテンは、「重大な疑惑がある」として2005年に掲載された論文から自分の名前を削除してほしいとサイエンス誌に申請したが、却下されている。
ヒトクローン胚作製の成功、ヒトES細胞の作製の成功だけではなく、BSE耐性を持つとされるクローン牛、これまで難しいとされてきた犬のクローンなどを成功させたと発表していたが、調査により犬のクローン以外は全て捏造であると報告された。これにより、「クローニングによってES細胞の製造ができる」という前提の下に行われていた研究は一時期すべて灰燼に帰したも同然となった。
再び幹細胞と再生医療の研究に光明が射し始めたのは、山中伸弥のチームなどの日米の独立した3チームがそれぞれヒトiPS細胞の樹立に成功・発表した2007年のことである。

### 韓国社会の反応
2004年の論文発表以降、韓国社会は黄の成果に熱狂した。生化学研究・再生医学の世界的中心が韓国になることやその経済効果への期待、自然科学部門のノーベル賞を韓国社会にもたらすことへの期待が膨らみ、研究チームに対する国民の支持や政府・企業からの支援が増大した。
たとえば、韓国科学技術部は、黄を「最高科学者」の第1号に認定し、黄が提唱する「世界幹細胞バンク」に多額の援助を行い、「黄禹錫バイオ臓器研究センター」を設立するなど支援を惜しまなかった。別途「最高科学者」の研究費として年間30億ウォンの支援が行われる予定もあった。韓国情報通信部はヒトクローン胚作製を記念した記念切手を発行した（後に販売中止、および回収）。黄は韓国警察庁によって、民間人としては初めて24時間体制の3府要人（大法院長、国会議長、国務総理）級警護の対象となり、韓国文化体育観光部によって「韓国国家イメージ広報大使」に任命された。また2006年度から使用される予定だった小・中・高校用の教科書にも早くも黄の業績が大々的に掲載され、忠清南道では「黄禹錫記念公園」を造成する構想も持ち上がった。
民間からは、ペ・ヨンジュン、チェ・ジウ、キム・ヨナなども受賞している韓国報道人連合会認定「誇らしい韓国人大賞」が授与され、大韓航空のファーストクラスに10年間乗り放題の権利が与えられ、業績を記念して5メートルを超す巨大な「黄禹錫石像」が建立され、インターネットでは数々のファンクラブも生まれた。さらに数々の出版社から黄の伝記や漫画が発売されるまでに至った。
こういった熱狂の渦の中、黄禹錫は国民的英雄に祭り上げられていった。韓国国民はその研究における卵子入手などの倫理問題を指摘した韓国文化放送（MBC）の報道調査番組『PD手帳』に対して「国益を損じた」とスポンサーへの不買運動を展開。韓国のインターネット社会ではMBCを「非国民」と断ずる論調にあふれた。結果、『PD手帳』からすべてのスポンサーが降板、放送休止に追い込まれた。本来、こうした倫理問題や論文の真贋性を調査し報道する役割であるはずのメディアは、業界を挙げて MBC の報道姿勢とその取材手法に問題を掏り替えてしまった。MBC 全体へのデモも無数に行われ、MBCの看板ニュース番組や他の番組にもスポンサーへの不買・視聴拒否運動が拡大し、黄禹錫に対する批判は許さないという風潮が作り上げられていった。この影響でMBCの全番組の視聴率が低下した。
当初提示された疑惑は卵子入手の倫理問題だけであったために、「ボランティアで卵子を提供したい」と1000人以上の女性が申し込みを行った。問題点が卵子入手時の倫理問題から論文の捏造、さらにすべての業績に疑いが及ぶに至ってこういった黄禹錫を支持する声も尻すぼみに終わり、ボランティアの募集も打ち切られることとなった。当初は「精神的ストレスによって」入院した黄禹錫がベッドの上で苦悶の表情を浮かべる写真を掲載するなど、社を挙げて徹底的に黄禹錫擁護を展開していた中央日報も、のちに反省文を掲載した。
冷静さに欠ける世論と理性を欠いた韓国メディアのありかた、さらには世間の誤解を追い風にノーベル賞受賞振興教育制度をもくろんだ政府の姿勢を国内外に示して事件は終息したかにみえるが、その後も捏造事件そのものを「敵対組織の陰謀」として信じようとはせず、熱狂的なまでに黄禹錫を擁護する韓国人も多く、研究継続を訴え抗議の焼身自殺をする者まで現れた。このような熱狂は、黄禹錫が「貧乏な家に生まれ、親孝行をしつつ苦学して大成する」という朝鮮民族の理想的な英雄像にぴったりと当てはまるためでもあった。

### 事件の背景
日本の『産経新聞』は2005年12月24日付のコラム（韓国、過剰な「愛国」暗転）で、本件が発生した背景について言及した。
韓国の過剰な愛国主義に対しては、『韓国日報』が、黄の「偉大な成果」を、韓国の民族性と結びつけた「お箸技術論」が韓国社会で賞賛された原因は、「文化的独創性と先進性に異常なまでに執着してきた韓国的集団意識によるもの」と指摘。そのうえで「最古・最高に執着するのは、歴史的に中国中心の北東アジア文化圏の辺境で暮らしてきた集団的コンプレックスから旧石器捏造事件を捏造した日本人くらいなもので、我が国はそんな意識に染まる理由はない。たとえ2等でもはるかに下は多い。黄禹錫神話の崩壊とともに我々の強迫観念も一緒に解消するよう期待する。」と、日本人を揶揄しながら反省している。
また、捏造が発覚して最終的に反省文を発表した中央日報をはじめとした韓国主要メディアのサイトには「科学・技術」関連のカテゴリーが存在せず、本件を科学的に考察する報道姿勢もほとんど無く、最初から黄禹錫という「偉大な韓国人」にまつわる愛国主義的な政治・社会記事として報じられていた。また、日本人が自然科学系のノーベル賞を受賞する度に、韓国の主要新聞やテレビ局などのマスメディアは「日本人は～人も受賞したのに、なぜ我が国は一人も受賞できないのか」といった様な社説や論評を載せ、韓国国民の愛国的対日民族意識を鼓舞していた。これらの韓国のメディアの発信をうけ、インターネット上で韓国のネチズンが烏合の衆と化して黄禹錫に対する狂信的な世論をますます醸成した。
このような韓国メディアの報道に対して、マスメディア出身の姜亨澈（カンヒョンチョル）淑明女子大学校教授は、「韓国の言論機関は、植民地時代に日本メディアから学んだ権威主義を受け継ぎ、 軍事独裁時代には権力と同化した怖い存在だった。民主化されても大衆を啓発しようとする。愛国心とナショナリズムが強く、英雄（黄禹錫）を客観的に見ることができなかった」と、原因の一因は日本にもあると弁明している。
また、本件までの韓国人のノーベル賞受賞者は、2000年の金大中の平和賞以外に無く、自然科学分野でノーベル賞を狙えるとされた韓国人科学者は黄禹錫が最初であり、韓国国民の彼の業績への期待は並々ならぬものがあった。さらに韓国国家情報院の情報官が、金大中が平和賞を受賞した理由となった南北首脳会談は北朝鮮への不正送金により実現したものであり、受賞も工作活動によるものであるとを主張していたことから、韓国国民は「正当な成果」によるノーベル賞受賞を渇望していたということも事件の背景にあった。
また、韓国政府は、世界に貢献できる研究者を対象に幅広い支援体制を整えるべきであるとは考えず、捏造事件後においても、あくまで「国威宣揚」のためノーベル賞受賞者を生み出すべく、科学分野でノーベル賞を受賞するに値する科学者を選定し、10年間で一人当たり最大20億ウォンの政府支援をするというスター・ファカルティー (Star Faculty) 支援事業を本格化させているが、国際社会からは、こうした学問的精神から遠くかけ離れた見当違いの政策が莫大な国家予算の無駄遣いを生み、様々な欲望が絡んだことが、世界的捏造事件を引き起こした温床ではないかと批判されている。日本の島津製作所の一サラリーマンである田中耕一がノーベル賞を受賞したことによる衝撃などから、韓国内でもこうした政策に対して懐疑的な見方が少なくない。

### 事件の経緯

#### 1999年
- 2月：韓国では初、世界でも英米日、ニュージーランドに続いて5ヶ国目となるウシのクローンに成功。乳牛。韓国の科学技術が「玲瓏として（ヨンロンヒ）輝く」よう、当時の科学技術部長官がヨンロンイと名付けた。ただし、一切の論文を発表しておらず、クローン元となっている成牛との DNA比較なども行われていない。第三者によるDNA鑑定を拒否しており、クローンであるという証拠は何一つない。
- 3月：超優良クローン韓国牛の「ジニ」が生まれる。当時の大統領であった金大中自ら李朝時代の妓生であるファン・ジニから名前を取った。こちらも一切の論文、データはない。黄禹錫は「3年以内に超優良韓国牛を2000頭以上普及させる」と語った。

#### 2000年
- 前年のジニの成功をもって、韓国農林部はクローン牛普及計画を推進。ソウル大学などから800個以上の「クローン受精卵」を受け取り、畜産農家に供給。

#### 2001年
- 前年供給された「クローン受精卵」によって39頭のクローン牛が誕生したとされている。
- 韓国情報通信部、BSE耐性牛プロジェクトを開始。研究を黄禹錫に委託。研究費用は25億ウォン。

#### 2002年
- 畜産技術研究所による独自調査で前年のクローン受精卵によるクローン牛は4頭に過ぎないとの調査結果が出されたが、マスコミではほとんど報道されなかった。また、その後の調査でこのうちの3頭はクローン牛でないことが判明している。

#### 2003年
- 12月：BSE耐性があるとされる牛をクローン技術で作製したとマスコミに発表。このときも論文は発表されていない。

#### 2004年
- 2月：『サイエンス』誌（電子版2月12日）で体細胞由来のヒトクローン胚、およびES細胞の作製に成功と発表。ともに世界初の業績。
- 12月：『サイエンス』誌、ヒトクローン胚の作製を10大ニュースの3位に選定。ネイチャー誌は1位に選定。

#### 2005年
- 2月：ソウル大学校の獣医学部部長に就任。
- 2月：韓国政府、ヒトクローン胚からのES細胞複製成功を記念して記念切手発行。
- 5月：患者の体細胞をクローンし、カスタマイズされたES細胞の作製に成功と発表（『サイエンス』誌2005年6月17日号・電子版5月19日付）。世界初の業績。
- 5月：BSE耐性を持つとされている牛が、韓国内に検証施設がないために日本に渡る。黄禹錫チームの一員が「先進文化を伝えた王仁が日本に渡ったのと同じこと」と発言[21]。
- 6月：韓国政府が黄禹錫を第1号最高科学者に認定し、政府要人並みの警護をつける。
- 6月：黄禹錫、韓国と諸外国の技術水準の違いを「外国の研究チームはわれわれの核移植技術を前にすると、とてもここまで精巧に行うことはできないと意欲をなくす。ペレのサッカーと町内サッカーの差」と発言。自分たちの精巧な技術は普段からの箸の使用のおかげと説明[22]。
- 6月：大韓航空より10年間トップクラスで利用可能なフリーパス（研究活動支援証書）を受ける。
- 8月：『ネイチャー』誌に世界初の体細胞由来のイヌクローンに成功と発表。スナッピー（SNU+PUPPY=Snuppy、「ソウル大学の子犬」）と命名。
- 10月：世界初の「ES細胞ハブ（世界幹細胞ハブ）」が韓国・ソウル大学病院内に設立される。2日間で登録患者数は1万人を突破。
- 11月12日：共同研究者のジェラルド・シャッテンが倫理的な問題からES細胞ハブへの参加を取りやめると発表。
- 11月14日：『タイム』誌が、2005年の「もっとも驚くべき発明」(The most amazing inventions of 2005) にクローン犬を選定。
- 11月22日：MBCの報道番組『PD手帳』が卵子売買をスクープ。
- 11月23日：黄禹錫チームに属する女性研究員2人が、自身の卵子を提供していたことが判明（アカハラ疑惑）。
- 11月24日：アメリカ合衆国の科学誌『サイエンティフィックアメリカン』（日本語版『日経サイエンス』）、今年の研究リーダー50のトップに黄禹錫およびそのチームを挙げる。
- 11月下旬：「国益を損じた」として『PD手帳』のスポンサーに対して韓国内で不買運動がスタート。全スポンサーが降板。真偽不明のままにもかかわらず MBC に対して「国益を損なった歪曲報道を謝罪しろ」とのデモが行われる。
- 11月26日：『PD手帳』放映のMBC社屋前にて、午後4時から2時間に渡り抗議のろうそくデモが行われる。
- 12月1日：『サイエンス』誌が黄禹錫の研究内容を擁護。
- 12月1日：MBCのニュース番組『ニュースデスク』でES細胞そのものの真偽論争を報道。韓国ネチズン、即座にスポンサーの不買運動を開始。
- 12月2日：6日の『PD手帳』第二弾追及特集の放送を前に、取材に協力したピッツバーグ大学所属の研究員が「MBCに圧迫的な取材を受けた」と説明、『PD手帳』の取材倫理が問われる事態に。だがこの研究員に黄禹錫チームから5万ドルの口止め料とも取れる大金が渡っていたことが後で判明。
- 12月4日：『PD手帳』の責任者を刑事処罰しろとの抗議運動で韓国最高検察庁のサーバダウン。
- 12月6日：黄禹錫が入院。『PD手帳』第二弾追及特集は放送されず。
- 12月7日：MBCが『PD手帳』の放送を中断。事実上の打ち切り。
- 12月8日：黄禹錫バイオ臓器研究センターが着工。約35億円を費やし、最新設備を備える計画。
- 12月8日頃：『サイエンス』誌に提出された論文に添付された写真が数枚の写真を分割した可能性が高く、写真そのものを加工した痕が見られるとの報告が、日本の2ちゃんねる及び韓国のインターネット掲示板に挙がる。
- 12月10日：ピッツバーグ大学在職の韓国人教授が、『サイエンス』誌に提出された論文に添付された写真は、2枚から11枚に水増しされたものだと告白。
- 12月11日：黄禹錫がソウル大学校に検証を要請。
- 12月12日：2週間の加療が必要だった黄禹錫が退院。比較的元気そうに見えたというが夜に再入院。
- 12月13日：黄禹錫が鬱と情緒不安定の症状を見せて抗不安剤と睡眠薬などの投薬を受けたこと、火病を発症したことを関係者の談話として kukinews（国民日報）が報道。
- 12月14日：ジェラルド・シャッテンが、「重大な捏造の疑惑がある」として自分の名前を5月に提出された論文から削除するようサイエンス』誌に要請するも却下される。
- 12月15日：MBCが『ニュースデスク』にて「黄禹錫の作製したES細胞は存在していなかった」という論文共同執筆者・盧聖一（ノ・ソンイル）ミズメディ病院理事長の証言を放映。
- 12月15日：『サイエンティフィックアメリカン』、黄禹錫チームを「今年のトップ50」に掲載したことを撤回。
- 12月15日：ソウル大学校の副学長が「今日は韓国科学界の国恥日」と発言。
- 12月15日：MBC、午後10時に突如『特集 PD手帳はなぜ再検証を要求したのか』の特別番組を放送し、これまで報道できなかった内容を追加で放送した。
- 12月16日：黄禹錫、記者会見で論文添付の写真捏造を認め、論文は撤回すると発表。ヒトクローン胚、ES細胞を作製したことは事実と主張。ただし、ES細胞そのものはカビで汚染されてしまい手元には存在しないため、10日後に発表すると述べるにとどまる。
- 12月17日：韓国政府はES細胞汚染の報告を受けていたが、国益を考え隠蔽していたことが判明。
- 12月19日：5月の発表では185個の卵子から11個のES細胞を作製したと発表していたが、実際に使用された卵子は1200個を超えていたことが判明。
- 12月20日：クローン技術の専門家である米アドバンストセルテクノロジー社のロバート・ランザは2004年2月のヒトクローン胚作製自体がでっち上げと発言。
- 12月20日：『ネイチャー』誌、クローン犬についての検証開始をアナウンス。
- 12月21日：ソウル大学学調査委員会、22日に予定していた中間発表を23日以降に延期すると発表。
- 12月23日 - ソウル大学調査委員会、2005年5月のクローン技術に関する論文は虚偽だと中間発表。引き続き、残りのES細胞、およびヒトクローン胚作製、クローン犬スナッピーについても検証を続ける予定。
- 12月23日 - 黄禹錫、国民に対する謝罪会見。ソウル大学教授職の辞職を言明。
- 12月23日 - MBC、中断していた『PD手帳』を1月3日より再開すると発表。
- 12月24日 - サイエンス誌、独自の判断で論文の取り消しもあるとアナウンス。
- 12月24日 - 黄禹錫を支持するインターネット同好会「アイラブ黄禹錫」の会員がソウル市内・清渓川でろうそく集会を繰り広げる。
- 12月26日：韓国マスコミ、ソウル大学の調査で残りの2個のES細胞もヒトクローン胚からのものではなかったと報道。また、韓国検察当局は同日、黄教授と研究チームの計十人に出国禁止命令を出した。
- 12月27日：一部の韓国マスコミ、2005年の論文に採用されたES細胞は患者の体細胞とDNAが一致したと、真実とはまったく逆の報道を行う。
- 12月29日：ソウル大学校の調査委、2005年の論文に際して作成されたES細胞とされたものはすべて虚偽であったと報告。
- 12月29日：2004年2月の論文の世界初とされるヒトクローンES細胞もDNAが一致せず捏造の可能性が高いとの一次分析検査結果が出る。
- 12月29日：『サイエンス』誌、黄禹錫チームの取り下げ請求がなければ調査結果を受けて2005年のES細胞論文を撤回することを決定。2004年の論文も調査結果を見て撤回することを検討。
- 12月30日：黄禹錫、韓国仏教界幹部とのインタビューで「論文捏造問題は、他者による陰謀」「源泉技術は6ヶ月あれば再演可能」「ES細胞の優位性を強調、成体幹細胞技術は行き詰った技術」と発言。

#### 2006年
- 1月3日：放送が再開されたMBC『PD手帳』「幹細胞神話の真実」編を放送。2004年、2005年の実験に使用された卵子は1600個以上、そのほとんどが売買、アカハラによって得られたものであることを報道。2005年のカスタマイズ化されたES細胞作製の捏造については、2004年の論文では特許が得られないことが原因ではないかと推測。
- 1月8日：MBC『PD手帳』が10日放送予定の内容を一部公開し黄教授が韓国国内で初めて作ったとされるクローン牛「ヨンロンイ」についても捏造された可能性があるとの見方を報道。
- 1月10日：ソウル大学校調査委員会は最終調査報告で黄教授の研究チームが世界で初めてヒトクローン胚から胚性幹細胞（ES細胞）を作製したと発表した2004年2月の『サイエンス』誌論文についても捏造であると断定した。黄禹錫チームが主張したES細胞作製に対する基幹技術に独創性を認めるのは難しいとの最終結論を出し、2002年11月から2005年11月までの3年間に4病院で129人から2061個の卵子が採取、提供されたと発表した。
- 1月10日：『サイエンス』誌のドナルド・ケネディ編集長が「黄禹錫教授チームのヒト胚性幹細胞（ES細胞）論文の捏造が明らかになったことから、2004年2月の論文も2005年5月論文とともに撤回する方針」との声明文を発表。
- 1月11日：韓国政府は、2005年6月に黄禹錫に贈った「第1号最高科学者」を含め、政府関連の公職をすべて剥奪することを決めた。郵政事業本部は、ES細胞複製の成功を記念して2005年2月に発行した記念切手の販売の中止と未販売分の全量回収を発表した。
- 1月12日：韓国検察当局が、黄禹錫ソウル大学校教授の自宅や研究室など関係先を家宅捜索。
- 1月12日：黄禹錫、ソウル大学調査委員会の最終調査報告を受け記者会見を開き、「論文筆頭著者として論文捏造のすべての責任」「研究員の卵子提供と対価提供による卵子使用』を認め謝罪した。その一方で「論文捏造の直接責任は共同研究者」「チームは現時点での世界最高の技術を保持」「ES細胞は6ヶ月あれば再現可能」と強調した。
- 1月12日：『サイエンス』誌は、2004年2月論文と2005年5月論文の2本の論文を編集部判断で正式に撤回したと発表した。
- 1月13日：韓国政府は、将来のノーベル賞を受賞するに値する科学者に対して支援する、スター・ファカルティー (Star Faculty) 支援事業の第1回対象者として物理、化学、生物学など3分野の科学者11人を最終選定したと発表した。
- 1月15日：黄禹錫の誕生日でもあるこの日、ソウルにおいて私設ファンクラブ「ファンサモ」が主導した5000人規模の黄禹錫擁護デモが行われ、デモ会場にて「黄禹錫教授頑張ってください」なる歌が披露された。
- 1月19日：WTN（世界技術ネットワーク）は、昨年11月に黄禹錫に授与した生命工学賞の撤回を発表。
- 1月25日：ソウル中央地検・特別捜査チームはミズメディ病院から押収したES細胞のDNAを分析した結果、ソウル大学校調査委員会の調査内容と一致したこと、黄禹錫教授チームが作ったとしている体細胞クローンES細胞は存在しなかったと発表。
- 2月6日：韓国政府監査院は黄禹錫が政府、および民間から寄せられていた研究支援金のうち、62億ウォンを不正に使用していたと中間報告。
- 2月22日：黄禹錫を支持する団体がソウル大学校でデモを行い、ソウル大学職員に怪我を負わせるという事件が起きる。
- 3月1日：黄チームによって提出されていた狼のクローンに成功したと主張していた論文が、『サイエンス』誌から撤回される。
- 3月14日：黄禹錫の研究室に所属していた大学院生全員の指導教授が変更され、いわゆる黄チームは解散。
- 3月14日：韓国分子細胞生物学会が黄禹錫を除名処分に。
- 3月20日：ソウル大学校が黄禹錫を免職処分に。
- 4月21日：黄禹錫、ソウル大学校が行った懲戒処分を不服とし教育人的資源部に取り消し審査を請求した。
- 5月12日：韓国検察当局は、胚性幹細胞捏造事件で、黄禹錫・元ソウル大教授を詐欺、業務上横領、生命倫理法違反の罪で在宅起訴したと発表した。検察が黄禹錫の胚性幹細胞論文に関し、「患者適応型の胚性幹細胞はなかった」と最終捜査結果を発表した[23]。
- 6月27日：黄禹錫の後援会が経費を負担し、既に捏造が発覚したES細胞研究に関する国際特許を10カ国・地域で申請する見通しであるとソウル大学校が明らかにした。
- 7月18日：韓国政府は、黄禹錫に対する科学技術勲章創造章の叙勲の取り消しを決定。
- 8月18日：黄禹錫は、「雌牛生命工学研究院」設立の許可を韓国科学技術部から受け、無菌豚を利用した異種臓器移植等の研究を再開したことが明らかになった。

#### 2007年
- 1月16日：京畿道龍仁市の研究院で研究を再開したと中央日報が報じる[24]。また、『中央日報』が行ったアンケートに記事によれば黄禹錫にもう一度（ES細胞の）研究機会を与えて欲しいと考えている韓国人は回答者のうち76.8%にのぼった[25]。
- 3月26日：ソウル大学校獣医学部の李柄千教授の研究チームが、世界初となるチョウセンオオカミ（英語版）のクローンを2頭作製することに成功したと発表。黄禹錫も共同研究者として名を連ねており、半月後の4月9日に同大は捏造疑惑が持ち上がったとして調査を開始したと発表したが、同26日には捏造はなかったとの結果を公表した。
- 8月2日：ハーバード大学のGeorge Q. Daley教授を中心とするハーバード大学とケンブリッジ大学による検証チームにより、2004年の論文で報告されたES細胞のうち、ES細胞と認められた唯一の細胞（NT-1細胞）がクローンによるものではなく単為生殖（parthenogenesis）によるもの（pES細胞）だったと結論付ける[3]。つまりヒトのES細胞の作製と、ヒトの単為生殖に世界で初めて成功していたことになる。ただし論文が不正であったためにES細胞の作製に成功したとはみなされない。
- 9月：アメリカ合衆国カリフォルニア州の企業International Stem Cell Corporationが「世界初」のpES細胞の作製に成功。

#### 2008年
- 6月17日：中国の絶滅危惧種の超大型犬チベタン・マスティフ17匹のクローニングに成功したと中央日報が報じる[26]。

#### 2009年
- 10月26日：胚性幹細胞捏造事件でソウル中央地方裁判所が懲役4年の求刑に対し、懲役2年、執行猶予3年の有罪判決。研究助成金など8億3500万ウォン（約6500万円）を騙し取ったと認定したが、科学の発展に長年貢献したことなどを考慮し執行猶予がついた[27][28]。

## 事件後の活動

### 2011年
- 2月27日：『中央日報』が黄元教授がリビア政府と1500億ウォン規模の研究課題を推進していると報道[29]。本人はリビア渡航は認め、「とても大きな仕事をしている。わかれば驚いてひっくり返るかもしれない」としながらもプロジェクトに関しては明言を避けている[29]。

### 2012年
- 3月：ロシアの極東連邦大学、韓国の秀岩生命工学研究院、中国の北京ゲノム研究所が協定を結び発足した「マンモスの骨髄を使用してマンモスのクローンを作成するプロジェクト」のプロジェクトリーダーに就任[30]。

### 2014年
- 2月11日：申請していた米国特許がUS8647872 B2として認可される[31]。

### 2015年
- 黄禹錫の秀岩生命工学研究院は北京大学医学研究所、天津国際生物医薬連合研究院、英科博雅遺伝子科学技術有限公司と共同で中華人民共和国の天津に世界最大のクローン工場を建設することを決定[32]、2016年上半期に完成予定[33]。責任者の一人は将来的なクローン人間製造への意欲も語っている[34]。

### 2016年
- 11月15日：韓国の疾病管理本部は黄禹錫元ソウル大教授が体細胞クローン技術による胚性幹細胞（ES細胞）と主張する「NT-1」について、単為発生による偶然の産物と結論付けた上で、週内にもES細胞として正式に登録すると発表した[35]。

### 2018年
- 韓国・ソウル市南西部にあるスアム生命工学研究院で自ら手術服に身を包んだ黄禹錫が、イヌクローン手術を行っていると報道された。「死んだペットが10万ドルでよみがえる」ビジネスを開始している[4]。

### 2019年
所長を務める韓国のスアム生命工学研究院でシベリアのベルホヤンスク地域で4万2000年前に死んだ子馬から発見された液体の血液からクローン作成に向け子馬の細胞を培養する取り組みを進めていると報道された。

### 2020年
- 10月13日：韓国政府は2004年に黄に授与した「大韓民国最高科学技術者賞」の受賞取り消しを発表[37]。
- 11月18日：韓国の科学技術情報通信部が黄に「大韓民国最高科学技術者賞」の賞金3億ウォンの返還を命じる[37]。
- 12月1日：科学技術情報通信部は、既に「大韓民国最高科学技術者賞」の賞金を全額国家に返納したことを理由に黄が賞金の返還を拒否したと発表[38]。